# NGC 653
NGC 653 je spirální galaxie v souhvězdí Andromedy. Její zdánlivá jasnost je 13,5m a úhlová velikost 1,5′ × 0,2′. Je vzdálená 251 milionů světelných let, průměr má 110 000 světelných let. Galaxii objevil 29. listopadu 1883 Édouard Jean-Marie Stephan.